# キミと永遠に
キミと永遠に（きみととわに 略称：キミトワ）は、株式会社プリュ（Plus）の所属7名による女性アイドルグループ。

## 概要
『心揺さぶる』をテーマに本格的なパフォーマンスを繰り広げる。2022年4月23日、プレデビュー配信ライブ『初めまして、私たちキミと永遠にです。』5月1日、渋谷ストリームホールにてデビューライブ開催。
プロデューサーは、株式会社HIDE＆SEEK代表、Acchan。

## メンバー

### 現メンバー
| 名前（読み方）              | 愛称・ニックネーム | 生年月日      | カラー | 出身地 | 備考                                                            | 加入期            |
| --------------------------- | ------------------ | ------------- | ------ | ------ | --------------------------------------------------------------- | ----------------- |
| 光瀬ひまり （みつせひまり） | ひまりん           | 2000年5月14日 | 黄色   | 埼玉県 | 乃木坂46・超ときめき宣伝部などのアイドル振付アシスタント        | 1期生             |
| 香椎朝陽 （かしいあさひ）   | あさひ あちゃぴ    | 2009年2月22日 | 緑     | 徳島県 |                                                                 | 1期生             |
| 星奈りのん （ほしなりのん） | りのん のんのん    | 2008年8月13日 | 水色   | 埼玉県 |                                                                 | 2期生             |
| はつね美衣 （はつねみい）   | みいもん           | 2009年3月11日 | 紫     | 愛知県 | 制コレファイナリスト（出席番号15） ヤンマガ Gリーグ！アイドル編 | 2期生             |
| 桜ゆゆ （さくらゆゆ）       | ゆゆたん           | 2009年5月22日 | 白     | 埼玉県 |                                                                 | 2期生             |
| 木野茜 （きのあかね）       | あかねちゃん       | 2007年7月11日 | 青     | 愛知県 | ハイシープロダクション所属                                      | 3期生             |
| 鈴野みうな （すずのみうな） | みうぴょん         | 2011年2月28日 | 赤     | 千葉県 | ハイシープロダクション所属 サポートメンバー（2025年3月25日〜）  | サポート メンバー |

※プリュ公式ホームページより一部抜粋
※1期生：2022年5月1日デビュー
※2期生：2024年4月29日お披露目
※3期生：2025年1月3日お披露目

### 旧メンバー
| 名前                        | 生年月日       | カラー   | 出身地   | 備考 | 加入期・卒業             |
| --------------------------- | -------------- | -------- | -------- | --- | ------------------------ |
| 葉月ひな （はづきひな）     | 2005年8月17日  | 紫       | 埼玉県   | | 1期生                    |
| 佐藤まあや （さとうまあや） | 2月8日         | オレンジ | 北海道   | 現テンシメシ໒꒱ | 1期生 2024年3月6日卒業   |
| 白咲乃愛 （しろさきのあ）   | 2004年12月27日 | ピンク   | 東京都   | | 1期生 2024年3月6日卒業   |
| 七瀬しの （ななせしの）     | 2007年5月19日  | 青       | 神奈川県 | SUMMER SONIC 2022出演（Daizy） オムサコライス看板娘                                                                                      | 1期生 2024年12月28日卒業 |
| 睦月まる （むつきまる）     | 2006年1月5日   | 赤       | 東京都   | 母はプロレスラーの中西百重 ヤングジャンプ「サキドル エース SURVIVAL」SEASON14 週刊プレイボーイ7号 デジタル写真集『ここがわたしのリング』 | 1期生 2025年2月13日脱退  |

## 作品

### 楽曲
- Overture
- ここから
- 神様のアーティファクト
- 青春Restart　（睦月まるセンター曲）
- キミ色、独り占め。
- キミノツバサ
- Checkmate
- is this LOVE?
- ピースサイン
- 白いパズル
- 輝く未来へ、僕が思うこと
- Shiny Star
- 強がり Missing you　（佐藤まあやセンター曲）
- 僕の真実　（香椎朝陽センター曲）
- 恋上昇Chart love
- 高く跳べ!
- マイノリティ
- 反論ジェネラリー　（光瀬ひまりセンター曲）
- バイバイ、また明日。　（七瀬しのセンター曲）
- ここから始まるシンフォニー
- あなたと私
- DANCE BREAK #1　（ダンスのみ）
- DANCE BREAK #2　（ダンスのみ）
- 青空讃歌　（香椎朝陽ソロ曲）
- 私のアルカディア　（七瀬しのソロ曲）
- フレフレスムージー　（光瀬ひまりソロ曲）
- ちょーぜつ♡LOVE　（インディーズ　ファーストシングル）
- 可愛いだけの私じゃないの。　（インディーズ　ファーストシングル）
- ねこじゃらじゃらし　（香椎朝陽・光瀬ひまり　ボーカル曲）（インディーズ　ファーストシングル）
- ネバギバ☆ファイター　（睦月まる・七瀬しの　ボーカル曲）（インディーズ　ファーストシングル）
- ブルーテイル
- 好きのナイフを押し付けないで
- まぶしい青、抱きしめて　（ユニット曲からグループ曲へ移動）

### キミトライブ専用曲
- キミトライブ!!
- 全力LOVE
- 男なんて
- 新世界
- 僕の物語
- JUMP
- 雨上がり

キミと永遠に主催ライブ『キミトライブ』でのみ行われる専用曲。

### ユニット曲
- TO NEXT　（光瀬ひまり・旧：白咲乃愛）
- らぶ♡らぶ♡らぶ　（旧：睦月まる・香椎朝陽・旧：七瀬しの）
- まぶしい青、抱きしめて　（光瀬ひまり・旧：佐藤まあや）（グループ曲へ移動）

キミと永遠に主催ライブ『キミトライブ』又はホールワンマンでのみ行われている曲。

### シングル
| #                              | 発売日        | タイトル（太字）・収録曲 | 形態・品番                                                      | 備考                                                    |
| ------------------------------ | ------------- | --- | --------------------------------------------------------------- | ------------------------------------------------------- |
| インディーズ・レーベル（Plus） |               | |                                                                 |                                                         |
| 1                              | 2024年6月25日 | ちょーぜつ♡LOVE ／ 可愛いだけの私じゃないの。 ちょーぜつ♡LOVE 可愛いだけの私じゃないの。 猫じゃらじゃらし（typeA・typeB） ネバギバ☆ファイター（typeB・typeD） | typeA（KMTW-1） typeB（KMTW-2） typeC（KMTW-3） typeD（KMTW-4） | 発売元： 株式会社プリュ 販売元： ダイキサウンド株式会社 |

## ワンマンライブ・主催ライブ

### ワンマンライブ・配信ライブ
- 2022年
  - 4月23日　プレデビュー配信ライブ『初めまして、私たちキミと永遠にです。』
  - 5月  1日　デビューライブ　＠渋谷ストリームホール　（プリュ対バンにおいて）
  - 9月10日　『この夏、キミと紡ぐ物語』（無料配信ライブvol.2）　＠和光市民文化センター大ホール
  - 11月26日　『キミに届けるピースサイン』（無料配信ライブvol.3）
- 2023年
  - 1月  7日　1st　『まっさらな僕ら、いつまでも』（無料配信ライブvol.4）　＠たましんRISURUホール
  - 5月  7日　2nd　1周年記念ホールワンマン『ここから始まるシンフォニー』（配信ライブvol.5）　＠ルネこだいら大ホール
  - 8月26日　3rd　『らぶ♡らぶ♡らぶ~特注のあ・い・ら・ぶ』（無料配信ライブvol.6）
  - 10月14日　4th　『心の奥底に眠る空模様』（無料配信ライブvol.7）　＠ウェスタ川越
- 2024年
  - 1月  6日　5th　『DANCE!DANCE!DANCE!』　＠松戸市民会館大ホール
  - 4月29日　6th　『初めまして。私たち2期生です。』　＠池袋harevutai
  - 5月25日　7th　2周年記念ワンマンライブ『キミトワ日和』（JAPANARIZM）　＠板橋区民会館大ホール
  - 9月  8日　8th　『僕らが僕らであるために』　＠渋谷ストリームホール

### キミトライブ・生誕祭
- 2022年
  - 10月15日　vol.  1　（Plusbivi・スプスラッシュ・Secret School）　＠SHIBUYA DESEO
  - 12月25日　vol.  2　（Plusbivi・bubble flowers・Loulouchouchou）　＠SHIBUYA DESEO
- 2023年
  - 1月  8日　vol.  3　-睦月まる・白咲乃愛合同生誕祭-（Plusbivi・Loulouchouchou・JAPANARIZM）　＠SHIBUYA DESEO
  - 1月22日　vol.  4　（Plusvibi・Pety・PHiZZ）　＠SHIBUYA DESEO
  - 2月12日　vol.  5　-佐藤まあや生誕祭-（Plusbivi・麻倉かほ（ユニット）JAPANARIZM・テンシメシ໒꒱）　＠SHIBUYA DESEO
  - 2月23日　vol.  6　-香椎朝陽生誕祭-（Plusvibi・なのは（ユニット）・【eN】）　＠SHIBUYA DESEO
  - 2月26日　vol.  7　（Plusbivi・Soleble）　＠SHIBUYA DESEO
  - 3月12日　vol.  8　～現役振付師プロデュースグループ3組～（スプスラッシュ・UPローチ）　＠SHIBUYA DESEO
  - 3月26日　vol.  9　～現役振付師プロデュースグループ3組～（Hey!Mommy!・Strawberry Girls）　＠SHIBUYA DESEO
  - 4月  9日　vol.10　（Loulouchouchou）　＠SHIBUYA DESEO
  - 4月23日　vol.11　（Plusbivi・すみまな from UPローチ）　＠SHIBUYA DESEO
  - 5月14日　vol.12　-光瀬ひまり生誕祭-（Plusbivi・メリーパレード）　＠SHIBUYA DESEO
  - 5月28日　vol.13　-七瀬しの生誕祭-（Plusbivi・すみまな from UPローチ）　＠SHIBUYA DESEO
  - 6月11日　vol.14　（Layn）　＠SHIBUYA DESEO
  - 6月25日　vol.15　（Plusbivi・JAPANARIZM）　＠SHIBUYA DESEO
  - 7月23日　vol.16　（.BPM）　＠SHIBUYA DESEO
  - 8月27日　vol.17　（Secret School・ポラライト）　＠SHIBUYA DESEO
  - 9月24日　vol.18　（UPローチ）　＠SHIBUYA DESEO
  - 11月12日　vol.19　（Layn） @SHIBUYA DESEO
  - 11月26日　vol.20　（Plusbivi・♮リアスクライブ）　＠SHIBUYA DESEO
  - 12月10日　vol.21　-白咲乃愛生誕祭-（Plusbivi・僕だけの天使・JAPANARIZM）　＠SHIBUYA DESEO
  - 12月24日　vol.22　（僕だけの天使・PHiZZ）　＠SHIBUYA DESEO
- 2024年
  - 1月28日　vol.23　-睦月まる生誕祭-（アイドル革命・il pleut）　＠SHIBUYA DESEO
  - 2月10日　vol.24　-佐藤まあや生誕祭-（Plusbivi・UPローチ）　＠SHIBUYA VIDENT
  - 2月18日　vol.25　-香椎朝陽生誕祭-（Plusbivi・アイドル革命・青藍ピリオド）　＠SHIBUYA VIDENT
  - 3月23日　vol.26　（メリーパレード）　＠SHIBUYA DESEO
  - 4月14日　vol.27　（AsIs・幻想喫茶店）　＠SHIBUYA GUILTY
  - 5月12日　vol.28　-光瀬ひまり生誕祭SP-（Plusbivi・Blueberry Girls・メリーパレード）　＠SHIBUYA DESEO
  - 5月18日　vol.29　-七瀬しの生誕祭SP-（Plusbivi・夢幻スタートレール・JAPANARIZM）　@SHIBUYA DESEO
  - 6月23日　vol.30　-桜ゆゆ生誕祭SP-（Plumelt・Layn）　@SHIBUYA DESEO
  - 7月  7日　vol.31　（Plusbivi・Layn）　@SHIBUYA DESEO
  - 8月18日　vol.32　-星奈りのん生誕祭SP-（Plusbivi・YUM!-TUK!）　@SHIBUYA DESEO

※（　）内は、guest出演者

## メディア・雑誌

### メディア
黒川鞄工房『はばたくランドセル』CMテーマソング（歌：白咲乃愛　振付：光瀬ひまり）
　2023年6月28日　tvk(テレビ神奈川)『かがやけミラクルボーイズ』出演（佐藤まあや・七瀬しの・白咲乃愛・光瀬ひまり）

### ラジオ
TOKYO854くるめラ『アイドル探偵団』2024年7月20日出演（光瀬ひまり・香椎朝陽・はつね美衣・桜ゆゆ）
　Cwave『猪狩璃乃の がりーず夢計画！』2024年8月1日～2025年4月10日　毎月第1・5木曜日レギュラー出演

### 雑誌・写真集
『女子プロレスマガジンvol.46』
　『女子プロレスマガジンvol.54』
　『Cream 2024年2月号』光瀬ひまり
　『週刊ヤングジャンプ　2024 No.18』制コレファイナリスト　出席番号15　はつね美衣
　『週刊ヤングジャンプ　2025 No.6&7』サキドル エース SURVIVAL　SEASON14 　睦月まる
　『週刊プレイボーイ7号』　睦月まる
　　デジタル写真集『ここがわたしのリング』　睦月まる